# الخط الزمني لأحداث العنف المتعلقة بتداعيات الحرب الأهلية السورية في لبنان (2014 حتى الآن)
منذ بداية الحرب الأهلية السورية أنتجت قدراً كبيراً من الفتنة والاضطرابات في دولة لبنان. قبل معركة عرسال في آب / أغسطس 2014 حاول الجيش اللبناني الابتعاد عن هذه الاضطرابات وكان العنف في الغالب بين مختلف الفصائل داخل البلد وكان التدخل السوري العلني مقصوراً على الغارات الجوية والتوغلات العرضية. ولكن منذ معركة عرسال قامت القوات المسلحة اللبنانية بدور رئيسي في عملية التحرير داخل لبنان وكانت هناك محاولات من جماعات متطرفة لشن هجمات وتم صدها من قبل الجيش وحزب الله .

## معركة عرسال أغسطس 2014
2 أغسطس: اشتبك الجيش اللبناني مع مسلحين سوريين في بلدة عرسال مما أسفر عن مقتل أكثر من مائة مقاتل من الجانبين  وبدأت مرحلة جديدة من الأحداث.

## سبتمبر 2014سكس
19 سبتمبر: انفجار في عرسال أسفر عن مقتل جنديين لبنانيين وجرح 3 آخرين.
20 أيلول (سبتمبر): انفجار سيارة مفخخة استهدفت نقطة تفتيش تابعة لحزب الله في شرق لبنان.
23 سبتمبر: مقتل جندي لبناني وجرح اثنين آخرين على أيدي مسلحين قرب طرابلس 
24 أيلول (سبتمبر): داهم الجيش اللبناني عددًا من مخيمات اللاجئين السوريين بالقرب من عرسال واعتقل أكثر من 200 شخص واجتاحت الاحتجاجات في اليوم التالي في تلك البلدة.

## أكتوبر 2014
5 تشرين الأول / أكتوبر: أسفرت اشتباكات في شرق لبنان عن مقتل 14 من المتمردين السوريين و 3 من مقاتلي حزب الله. قالت بعض المصادر إن حزب الله فقد 8 مقاتلين.
10 تشرين الأول / أكتوبر: أصابت القوات السورية رجلاً لبنانياً على الجانب اللبناني من الحدود.
17 تشرين الأول / أكتوبر: مقتل جندي لبناني وجرح آخرين في شمال لبنان. في وقت لاحق اعتقل الجيش اللبناني أكثر من 40 سوريًا.
23 تشرين الأول / أكتوبر: قتل الجيش اللبناني 3 مسلحين واعتقل إرهابي مشتبه به في شمال لبنان. في اليوم التالي أصيب 16 شخصًا منهم 7 جنود لبنانيين عندما هاجم مسلحون الجيش اللبناني في طرابلس.
25 تشرين الأول / أكتوبر: قتل جنديين لبنانيين وجرح عدد من المسلحين في شمال لبنان. في 25 أكتوبر ارتفع عدد القتلى إلى 6 جنود لبنانيين ومدنيين.
26 تشرين الأول / أكتوبر: قتل 4 جنود آخرين و 5 مدنيين. وقُتل ما لا يقل عن 20 مسلحًا وأصيب 150 شخصًا.

## نوفمبر 2014
14 نوفمبر: إصابة 3 جنود في انفجار قنبلة في عرسال.

## ديسمبر 2014
2 كانون الأول: قتل 6 جنود في كمين في شمال شرق لبنان.
3 كانون الأول / ديسمبر: قتل جندي لبناني وجرح اثنين آخرين في انفجار في عرسال.

## اير 2015
10 كانون الثاني / يناير: قُتل تسعة أشخاص وأصيب أكثر من 30 في مقهى جبل محسن عندما فجر انتحاريان من منطقة طرابلس أنفسهم. كان هذا أول هجوم انتحاري على حي مدني منذ حوالي عام في أعقاب عملية أمنية.
23 كانون الثاني/ يناير: قتل خمسة جنود لبنانيين وجرح 16 آخرين في اشتباكات مع مقاتلي داعش بالقرب من الحدود السورية.

## نوفمبر 2015
12 تشرين الثاني / نوفمبر: فجر انتحاريان نفسهما في برج البراجنة في الضاحية الجنوبية لبيروت التي يسكنها معظم المسلمين الشيعة . تتراوح تقارير عدد الوفيات من 37 إلى 43.

## مارس 2016
10 آذار/ مارس : اشتبك الجيش اللبناني مع مسلحين وأسفر عن مقتل 8 جهاديين وجندي واحد.
24 آذار / مارس : قتل جندي لبناني في تفجير في شمال لبنان ولم تعلن أي جماعة مسؤوليتها.
27-28 آذار / مارس: قتل 18 مسلحاً من جبهة النصرة و 14 مسلحاً من داعش في اشتباكات بين المجموعتين في منطقة وادي البقاع الشمالي والتي بدأت في 27 مارس / آذار عندما حاولت النصرة استعادة بعض المواقع التي فقدتها لداعش. تم القبض على 6 آخرين من مقاتلي النصرة.

## أبريل 2016
12 أبريل: قال مصدر أمني إن سيارة مفخخة انفجرت يوم الثلاثاء في مدينة صيدا الساحلية بجنوب لبنان، مما أسفر عن مقتل شخص واحد على الأقل تم تحديده كمسؤول فلسطيني. وقال المصدر إن الانفجار أسفر عن مقتل فتحي زيدان الذي ترأس حركة فتح في مخيم مياي للاجئين الفلسطينيين بالقرب من صيدا.

## ديسمبر 2016
5 كانون الأول / ديسمبر: في عرسال قام متمرد بإطلاق النار على جندي لبنانى.
28 كانون الأول / ديسمبر: قتل شخص في انفجار وأصيب آخر.

## يونيو 2017
30 يونيو: وقعت خمسة تفجيرات انتحارية وهجوم بقنبلة يدوية استهدف أفراد الجيش في مخيم النور ومعسكر القارية بالقرب من عرسال أسفر عن إصابة سبعة جنود وجرح فتاة.